# Lago Barm
El lago Barm (en alemán: Barmsee) es un lago situado en la región administrativa de Alta Baviera, en el estado de Baviera (Alemania), a una elevación de 855 metros; tiene un área de 55 hectáreas. 